# Diócesis de Funchal
La diócesis de Funchal (en latín: Dioecesis Funchalensis y en portugués: Diocese de Funchal) es una circunscripción eclesiástica de la Iglesia católica en Portugal. Se trata de una diócesis latina, sufragánea del patriarcado de Lisboa. Desde el 12 de enero de 2019 su obispo es Nuno Brás da Silva Martins.

## Territorio y organización
La diócesis tiene 801 km² y extiende su jurisdicción sobre los fieles católicos de rito latino residentes en la región autónoma de Madeira.
La sede de la diócesis se encuentra en la ciudad de Funchal, en la isla de Madeira, en donde se halla la Catedral de Nuestra Señora de la Asunción. 
En 2023 en la diócesis existían 96 parroquias agrupadas en 7 arciprestazgos: Calheta, Câmara de Lobos, Funchal, Machico y Santa Cruz, Ribeira Brava y Ponta do Sol, Santana, São Vicente y Porto Moniz.

## Historia

### Antecedentes
Las islas del archipiélago de Madeira fueron descubiertas en 1418 y 1419 por el navegante João Gonçalves Zarco, quien tomó posesión de ellas en nombre del rey de Portugal. En 1424 se inició la colonización de las islas, aún deshabitadas, así como la construcción de los primeros lugares de culto. En 1434 el navegante portugués Gil Eanes cruzó el cabo Bojador, hasta entonces considerado infranqueable por los europeos, abriendo la ruta hacia las Indias. 
Mediante la bula Romanus Pontifex del papa Nicolás V dirigida al rey Alfonso V de Portugal el 8 de enero de 1455, confirmada por el siguiente papa Calixto III el 13 de marzo de 1456 mediante la bula Inter caetera, se reconoció a los reyes portugueses la propiedad exclusiva de todas las islas, tierras, puertos y mares conquistados por ellos a príncipes no cristianos en las regiones que se extienden (bula Inter caetera) «desde los cabos de Bojador y Nam hasta toda la Guinea y más allá de esa región meridional hasta las Indias, adquiridas y por adquirir.» 
La bula Inter caetera otorgó a la Orden de Cristo la autoridad eclesiástica en esos territorios declarados nullius dioecesis, lo que implicaba que no se constituirían diócesis en ellos sino que la autoridad normalmente ejercida por un obispo sería ejercida por la orden, cuyo gobernador y guardián era el rey de Portugal o el infante, quienes habían invertido las ganancias de la orden en los viajes ultramarinos. De esta manera la Orden de Cristo ejerció la jurisdicción espiritual mediante un vicario desde su sede en la iglesia de Santa Maria dos Olivais en la villa de Tomar en Portugal, iglesia que estaba exenta de la jurisdicción de cualquier diócesis, lo que se llamó exento de Tomar o diócesis nullius de Tomar.

### Diócesis
Tras el descubrimiento de la ruta marítima a la India por el cabo de Buena Esperanza (1497-1498) y el descubrimiento de Brasil (1500), ocurridos bajo su reinado, el rey Manuel I de Portugal solicitó la erección de una diócesis para remplazar a la vicaría ejercida por la Orden de Cristo en las tierras ultramarinas. En 1508 Funchal fue declarada ciudad y la diócesis fue erigida el 12 de enero de 1514 mediante la bula Pro excellenti praeeminentia del papa León X separada de la jurisdicción de la vicaría nullius dioecesis (exento de Tomar) de la Orden de Cristo, que continuó existiendo en Europa y Marruecos.

1. En efecto, puesto que nuestro amadísimo hijo en Cristo, Emmanuel, el ilustre rey de Portugal y de los Algarves, en parte rescató de las manos de los infieles y en parte adquirió de sus predecesores muchas tierras, provincias e islas de los cabos de Bojador a las Indias, Portugal y los reyes de los Algarves, pueden poseer la propiedad adquirida, y ningún obispo puede ser tenido en las dichas tierras, provincias e islas para ejercer aquellas cosas que pertenecen al orden episcopal, excepto el vicario por ahora de la villa de Thomar, de ninguna diócesis, que es hermano de la Milicia de Jesucristo de la Orden Cisterciense, y tiene jurisdicción episcopal en dichos lugares, tierras e islas, en virtud del privilegio Apostólico una vez que se le concedió;...por la ciudad [Funchal] y su distrito o territorio con el dicho, y todas las demás islas y lugares cualesquiera y dondequiera que estén sujetos al dicho vicario, y que por derecho, privilegio o indulto apostólico deben estar sujetos, y los campamentos y pueblos que se encuentran en dichas islas y lugares, de los cuales quisiéramos tener la denominación de todos los presentes tal como se expresa, para la diócesis.
Extracto traducido con la jurisdicción de la diócesis en la bula Pro excellenti praeeminentia

La nueva diócesis continuaba la jurisdicción que tenía el vicario de la Orden de Cristo sobre todos los territorios descubiertos y a descubrir por los portugueses en los océanos Atlántico e Índico, a partir del cabo Bojador hacia las Indias. Como España y Portugal habían firmado el 7 de junio de 1494 el Tratado de Tordesillas fijando su imaginaria frontera occidental a 370 no especificadas leguas al oeste de las islas de Cabo Verde; y el 22 de abril de 1529 firmaron el Tratado de Zaragoza, que fijó su frontera en las Indias Orientales a 297.5 leguas al este de las islas Molucas; la diócesis en teoría cubría implícitamente el extenso territorio entre ambas líneas imaginarias e indefinidas, desde el paralelo del cabo Bojador y las costas continentales hasta el polo sur, además de los archipiélagos de Azores y Madeira.
El vicario de Tomar (desde el 12 de septiembre de 1497), Diogo Pinheiro, fue nombrado primer obispo de Funchal, aunque nunca viajó a su diócesis. En 1516 envió a Duarte, obispo titular de Dume, al archipiélago de Madeira para ordenar sacerdotes y consagrar la catedral de Funchal. Falleció en julio de 1526, quedando la sede vacante por más de 6 años.
El 31 de enero de 1533 cedió una parte de su territorio (islas de Cabo Verde y la costa africana entre el río Gambia y el río San Andrés, llamado hoy río Cavalla, al este del cabo Palmas) para la erección de la diócesis de Santiago de Cabo Verde mediante otra bula llamada Pro excellenti praeeminentia del papa Clemente VII, y al mismo tiempo fue elevada al rango de arquidiócesis metropolitana. Era la metrópolis más grande del mundo, que incluía teóricamente Brasil, India, todo el Oriente no cristiano y casi toda África, además de las islas Azores y Madeira. 
El 3 de noviembre de 1534 el papa Paulo III emitió 3 bulas llamadas Aequum reputamus, mediante las cuales la arquidiócesis de Funchal cedió porciones de su territorio para la erección de las diócesis de:
- Santa Catalina de Goa (hoy arquidiócesis de Goa y Damán), comprendiendo desde el cabo de las Agujas hasta China;[6]
- Santo Tomé en África (hoy diócesis de Santo Tomé y Príncipe), comprendiendo la costa e islas desde el río San Andrés hasta el cabo de las Agujas;[7]
- San Salvador de Angra (hoy diócesis de Angra), comprendiendo las islas Azores.[8]

El 8 de julio de 1539 el papa Paulo III mediante la bula Romani Pontificis concedió a los arzobispos metropolitanos de Funchal la dignidad de primados, con las diócesis de San Salvador de Angra, Santiago de Cabo Verde, Santo Tomé y Santa Catalina de Goa como sus sufragáneas.
El 7 de enero de 1549 la Corona Portuguesa nombró un capitán mayor para unificar el gobierno de la colonia de Brasil, quien el 29 de marzo de 1549 fundó la ciudad de San Salvador de Bahía. El 23 de febrero de 1551 la arquidiócesis de Funchal cedió una porción de su territorio (la bula expresa que el territorio cedido era el de las 50 leguas de costa correspondiente a la capitanía de la Bahía de Todos los Santos, precisando en 20 leguas su ancho, el resto de Brasil fue agregado a la nueva diócesis hasta la construcción de otras catedrales) para la erección de la diócesis de Bahía San Salvador (hoy arquidiócesis de San Salvador de Bahía) mediante la bula Super specula del papa Julio III, que fue la primera diócesis brasileña. La bula asignó a la nueva diócesis como sufragánea de la arquidiócesis de Lisboa  (hoy patriarcado). Tras esta cesión, la arquidiócesis de Funchal quedó restringida al archipiélago de Madeira y a la costa africana entre el cabo Bojador y el río Gambia.
El único arzobispo metropolitano y primado de Funchal fue Martinho de Portugal, quien falleció el 15 de noviembre de 1547 y la sede permaneció vacante hasta el 3 de julio de 1551, cuando una reorganización suprimió la provincia eclesiástica y la primacía. Funchal volvió a ser una diócesis, quedando como sufragánea de la arquidiócesis de Lisboa. A partir de ese momento, la diócesis de Funchal también quedó sujeta al Padroado regio. En 1560 se anexó a la diócesis la fortificación portuguesa de Arguin, una isla de la costa oeste de Mauritania que estuvo ocupada por Portugal desde 1445 hasta el 5 de febrero de 1633, cuando fue capturada por holandeses.
Durante todo este período los obispos nunca habían desembarcado en la isla de Madeira, sino que habían tomado posesión de la diócesis a través de procuradores. El primero en visitar su iglesia fue el dominico Jorge de Lemos (1556-1569), quien inició una seria organización de la diócesis en línea con las directrices del Concilio de Trento, labor que fue continuada por sus sucesores, Jerónimo Barreto y Luís de Figueiredo y Lemos, que reunió a los primeros sínodos diocesanos. Jerónimo Barreto fue también el responsable de la organización del seminario, ya establecido en 1566.
En 1763 cedió el territorio de la costa africana entre los ríos Senegal y Gambia para la erección de la prefectura apostólica de Senegal (hoy diócesis de Saint-Louis de Senegal) en donde ese año Francia había recuperado la isla de Gorea y en 1779 recuperó también Saint-Louis, ambas ocupadas por fuerzas británicas en 1758.
Hasta principios del siglo XX los obispos de Funchal ostentaban el título de obispos de Madeira, Porto Santo, Desiertas y Arguin.

## Estadísticas
Según el Anuario Pontificio 2024 la diócesis tenía a fines de 2023 un total de 230 000 fieles bautizados.
| Año                                                                             | Población            | Población | Población      | Sacerdotes | Sacerdotes    | Sacerdotes    | Bautizados por sacerdote | Diáconos permanentes | Religiosos | Religiosos | Parroquias |
| Año                                                                             | Bautizados católicos | Total     | % de católicos | Total      | Clero secular | Clero regular | Bautizados por sacerdote | Diáconos permanentes | Varones    | Mujeres    | Parroquias |
| ------------------------------------------------------------------------------- | -------------------- | --------- | -------------- | ---------- | ------------- | ------------- | ------------------------ | -------------------- | ---------- | ---------- | ---------- |
| 1948                                                                            | 247 797              | 250 124   | 99.1           | 119        | 107           | 12            | 2082                     |                      | 29         | 392        | 50         |
| 1970                                                                            | 269 100              | 270 200   | 99.6           | 147        | 121           | 26            | 1830                     |                      | 46         | 497        | 102        |
| 1980                                                                            | 270 000              | 300 000   | 90.0           | 128        | 99            | 29            | 2109                     | 1                    | 58         | 566        | 102        |
| 1990                                                                            | 297 000              | 320 000   | 92.8           | 109        | 79            | 30            | 2724                     | 3                    | 56         | 481        | 102        |
| 1999                                                                            | 277 000              | 285 000   | 97.2           | 106        | 76            | 30            | 2613                     | 2                    | 45         | 440        | 96         |
| 2000                                                                            | 279 000              | 287 700   | 97.0           | 112        | 77            | 35            | 2491                     | 2                    | 48         | 430        | 96         |
| 2001                                                                            | 279 000              | 288 000   | 96.9           | 106        | 76            | 30            | 2632                     | 3                    | 45         | 371        | 96         |
| 2002                                                                            | 280 000              | 292 000   | 95.9           | 103        | 76            | 27            | 2718                     | 5                    | 42         | 360        | 96         |
| 2003                                                                            | 280 000              | 292 000   | 95.9           | 102        | 72            | 30            | 2745                     | 3                    | 66         | 280        | 96         |
| 2004                                                                            | 280 000              | 292 000   | 95.9           | 103        | 75            | 28            | 2718                     | 2                    | 48         | 280        | 96         |
| 2006                                                                            | 270 000              | 282 000   | 95.7           | 104        | 72            | 32            | 2596                     | 2                    | 49         | 240        | 96         |
| 2013                                                                            | 268 000              | 278 000   | 96.4           | 103        | 78            | 25            | 2601                     | 2                    | 40         | 180        | 96         |
| 2016                                                                            | 257 000              | 268 000   | 95.9           | 98         | 70            | 28            | 2622                     |                      | 33         | 141        | 96         |
| 2019                                                                            | 255 500              | 266 700   | 95.8           | 93         | 68            | 25            | 2747                     |                      | 31         | 129        | 96         |
| 2021                                                                            | 250 300              | 261 806   | 95.6           | 98         | 73            | 25            | 2554                     |                      | 28         | 110        | 96         |
| 2023                                                                            | 230 000              | 250 744   | 91.7           | 92         | 65            | 27            | 2500                     |                      | 34         | 110        | 96         |
| Fuente: Catholic-Hierarchy, que a su vez toma los datos del Anuario Pontificio. |                      |           |                |            |               |               |                          |                      |            |            |            |

## Episcopologio

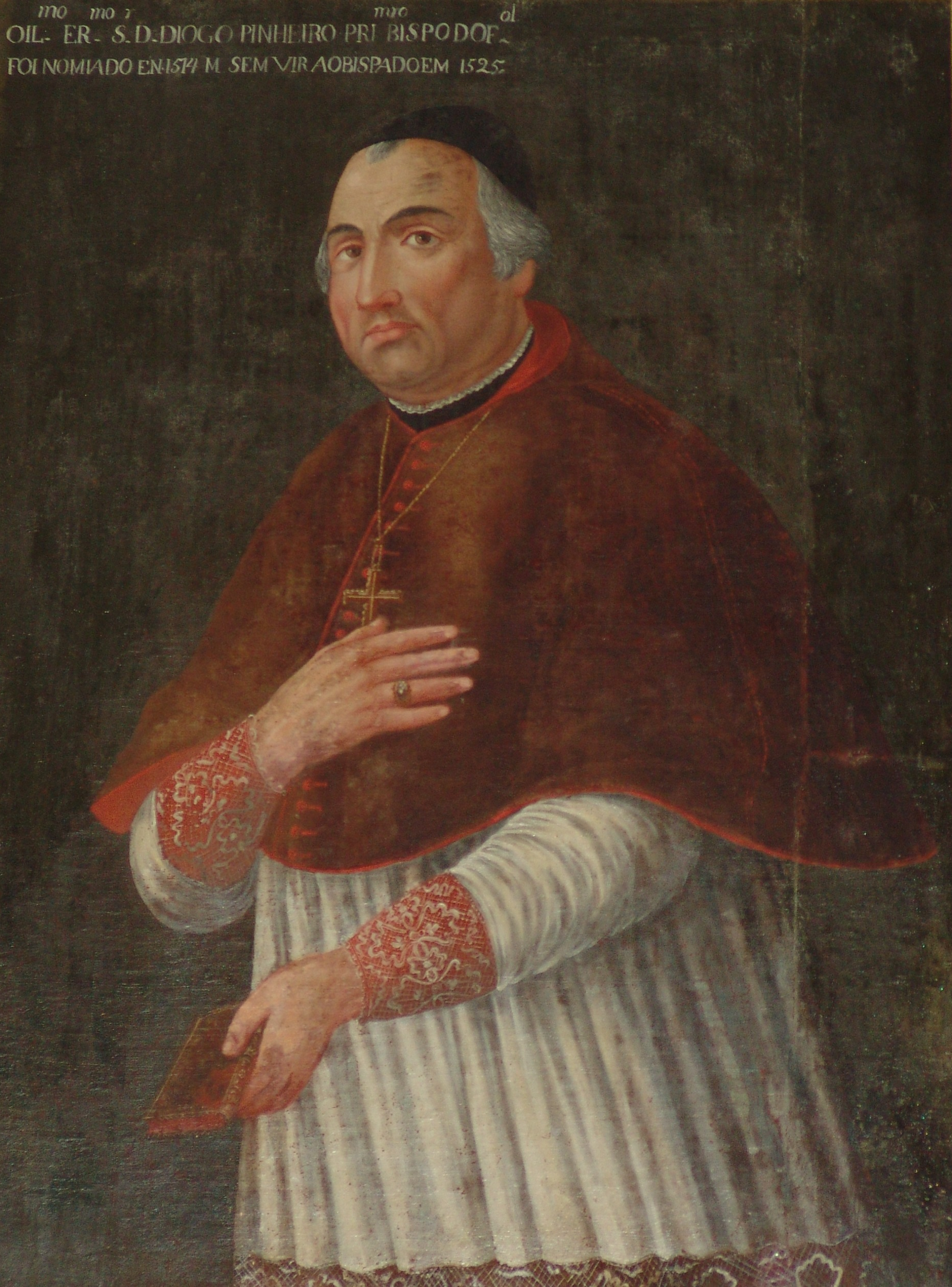
Diogo Pinheiro, primer obispo de Funchal

- Diogo Pinheiro † (12 de junio de 1514-julio de 1526 falleció)
  - Sede vacante (1526-1533)
- Martinho de Portugal † (10 de febrero de 1533-15 de noviembre de 1547 falleció)
  - Sede vacante (1547-1551)
- Gaspar do Casal, O.E.S.A. † (3 de julio de 1551-9 de marzo de 1556 nombrado obispo de Leiria)
- Jorge de Lemos, O.P. † (9 de marzo de 1556-1569 renunció)
- Fernando de Távora, O.P. † (14 de noviembre de 1569-1573 renunció)
- Jerónimo Barreto † (27 de abril de 1573-3 de junio de 1585 nombrado obispo de Faro)
- Luís de Figueiredo e Lemos † (11 de diciembre de 1585-26 de noviembre de 1608 falleció)
  - António de Sea, O. Cart † (16 de septiembre de 1609-1609 falleció) (obispo electo)[nota 2]
- Lourenço de Távora, O.F.M.Cap. † (27 de enero de 1610-18 de septiembre de 1617 nombrado obispo de Elvas)
- Jerónimo Fernando † (18 de febrero de 1619-2 de mayo de 1650 falleció)
  - Sede vacante (1650-1670)
- Gabriel de Almeida, O. Cist. † (15 de diciembre de 1670-13 de julio de 1674 falleció)
- António Teles da Silva, O.S.B. † (17 de diciembre de 1674-14 de febrero de 1682 falleció)
- Estevão Brioso de Figueiredo † (27 de septiembre de 1683-20 de mayo de 1689 falleció)
- José de Santa Maria Saldanha, O.F.M.Disc. † (6 de marzo de 1690-17 de diciembre de 1696 nombrado obispo de Oporto)
- José de Sousa Castelo Branco † (27 de enero de 1698-18 de febrero de 1725 renunció)
- Manuel Coutinho, O.Christ. † (21 de febrero de 1725-2 de enero de 1741 nombrado obispo de Lamego)
- João do Nascimento, O.F.M.Ref. † (2 de enero de 1741-5 de noviembre de 1753 falleció)
- Gaspar Afonso da Costa Brandão † (19 de julio de 1756-28 de enero de 1784 falleció)
- José da Costa e Torres † (14 de febrero de 1785-24 de julio de 1797 nombrado obispo de Elvas)
- Luis Rodrigues Vilares † (24 de julio de 1797-1810 falleció)
  - Sede vacante (1810-1819)
- João Joaquim Bernardino de Brito † (23 de agosto de 1819-26 de julio de 1820 falleció)
- Francisco José Rodrigues de Andrade † (24 de septiembre de 1821-2 de mayo de 1838 falleció)
  - Sede vacante (1838-1843)
- José Xavier de Cerveira e Sousa † (22 de enero de 1844-28 de septiembre de 1849 nombrado obispo de Beja)
- Manuel Martins Manso † (20 de mayo de 1850-18 de marzo de 1858 nombrado obispo de Guarda)
- Patrício Xavier de Moura † (15 de abril de 1859-19 de septiembre de 1872 falleció)
- Aires de Ornelas de Vasconcelos † (19 de septiembre de 1872 por sucesión-17 de noviembre de 1874 nombrado arzobispo de Goa)
- Manuel Agostinho Barreto † (29 de septiembre de 1876-25 de junio de 1911 falleció)
  - Sede vacante (1911-1914)
- António Emanuele Pereira Ribeiro † (2 de octubre de 1914-22 de marzo de 1957 falleció)
- David de Sousa, O.F.M. † (23 de septiembre de 1957-15 de noviembre de 1965 nombrado arzobispo de Évora)
- João Antonio da Silva Saraiva † (21 de noviembre de 1965-28 de junio de 1972 nombrado obispo de Coímbra)
- Francisco Antunes Santana † (18 de marzo de 1974-5 de marzo de 1982 falleció)
- Teodoro de Faria (10 de marzo de 1982-8 de marzo de 2007 retirado)
- António José Cavaco Carrilho (8 de marzo de 2007-12 de enero de 2019 retirado)
- Nuno Brás da Silva Martins, desde el 12 de enero de 2019